# Мечеть Алі-паші (Сараєво)
Мечеть Алі-паші ( тур. Ali Paşa Camii ; босн. Ali-pašina džamija   ) — мечеть у Сараєво, Боснія і Герцеговина . Була побудована протягом 1560–1561 років як вакіф — майно, передане державою чи окремою особою на релігійні чи благодійні цілі. 
Кошти виділив Софу Хадім Алі-паша, османський державний діяч, який був губернатором Боснійського еялету Османської імперії протягом 1552-1559 років.

## Опис
Мечеть побудована в класичному османському архітектурному стилі. 
Купол накриває молитовну зону, а три менші куполи покривають інші приміщення мечеті. Її пропорції роблять її найбільшою підкупольною мечеттю в Боснії та Герцеговині . 
На території комплексу розташований мавзолей ( türbe ) з двома саркофагами — Авдо Сумбула та Бехджета Мутевеліча, активістів Гаджрету (культурного товариства Сербських Мусульман ), які загинули в Араді. 
Мечеть Алі-паші була сильно пошкоджена сербськими військами під час боснійської війни на початку 1990-х років, особливо її купол .  
Останній ремонт мечеті відбувся в 2004 році, а в січні 2005 року Комісія зі збереження національних пам'яток видала рішення додати мечеть Алі-паші до списку національних пам'яток Боснії та Герцеговини. 

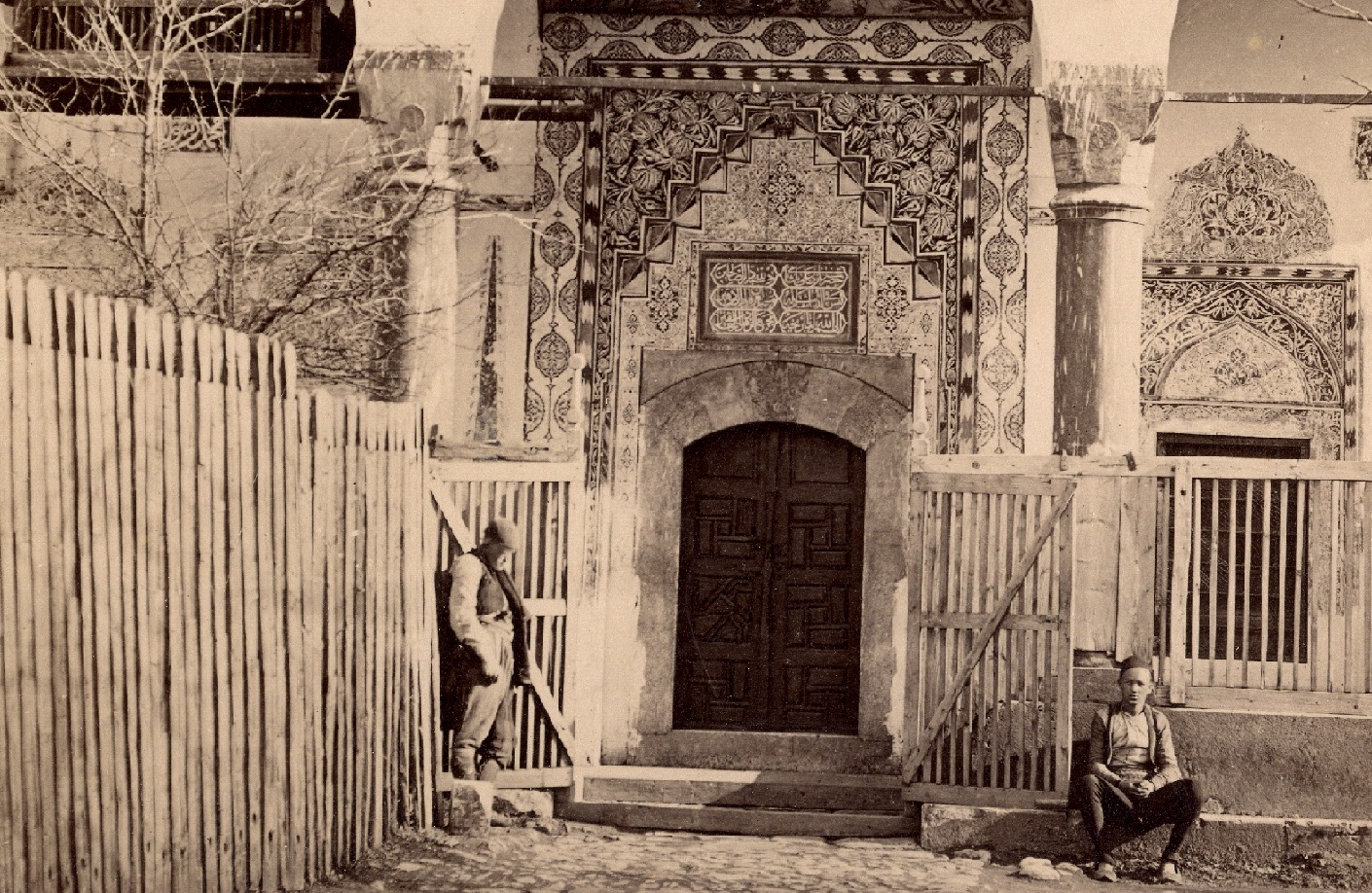
1890р.
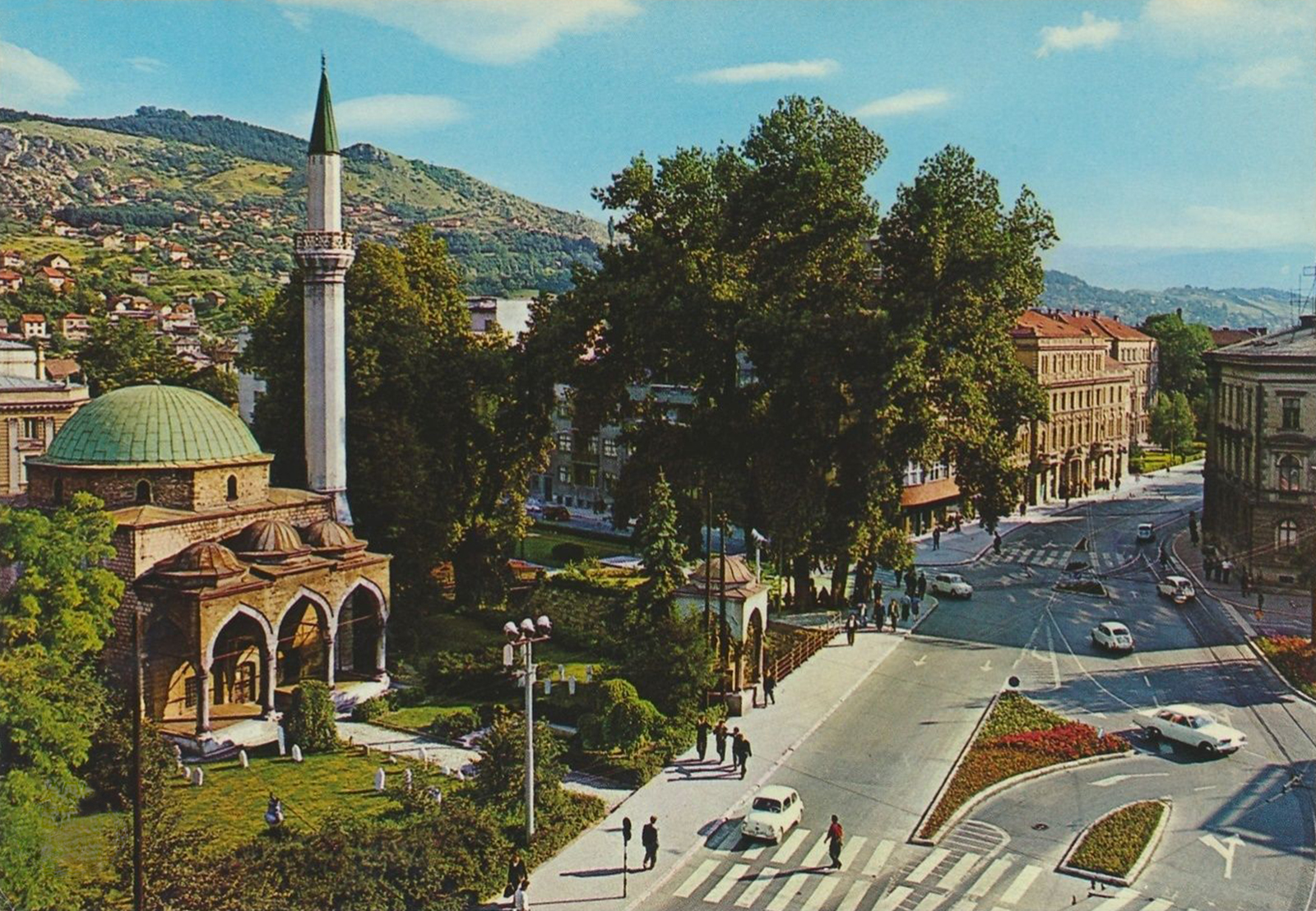
1966 р.
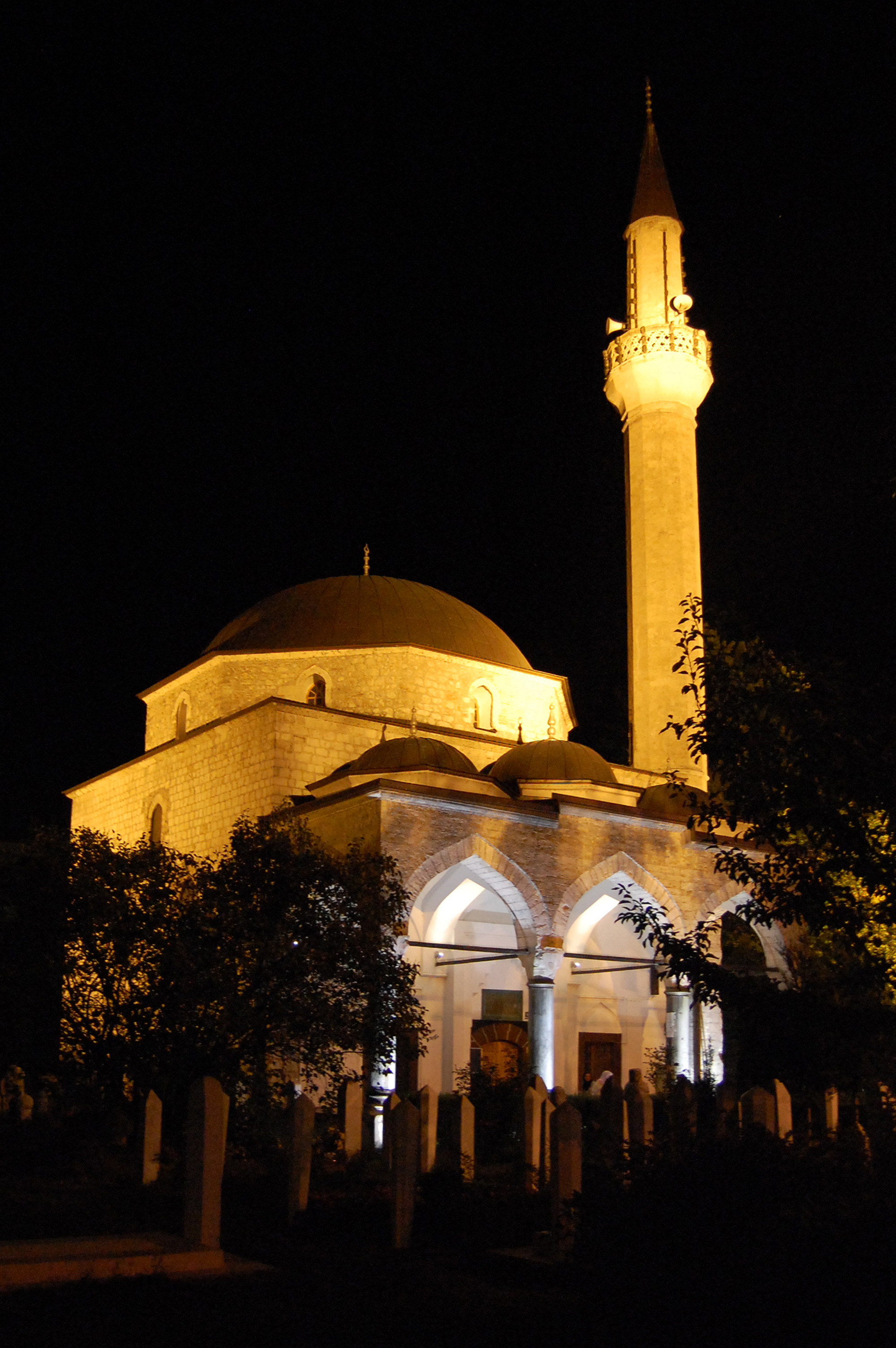
ХХІ ст.
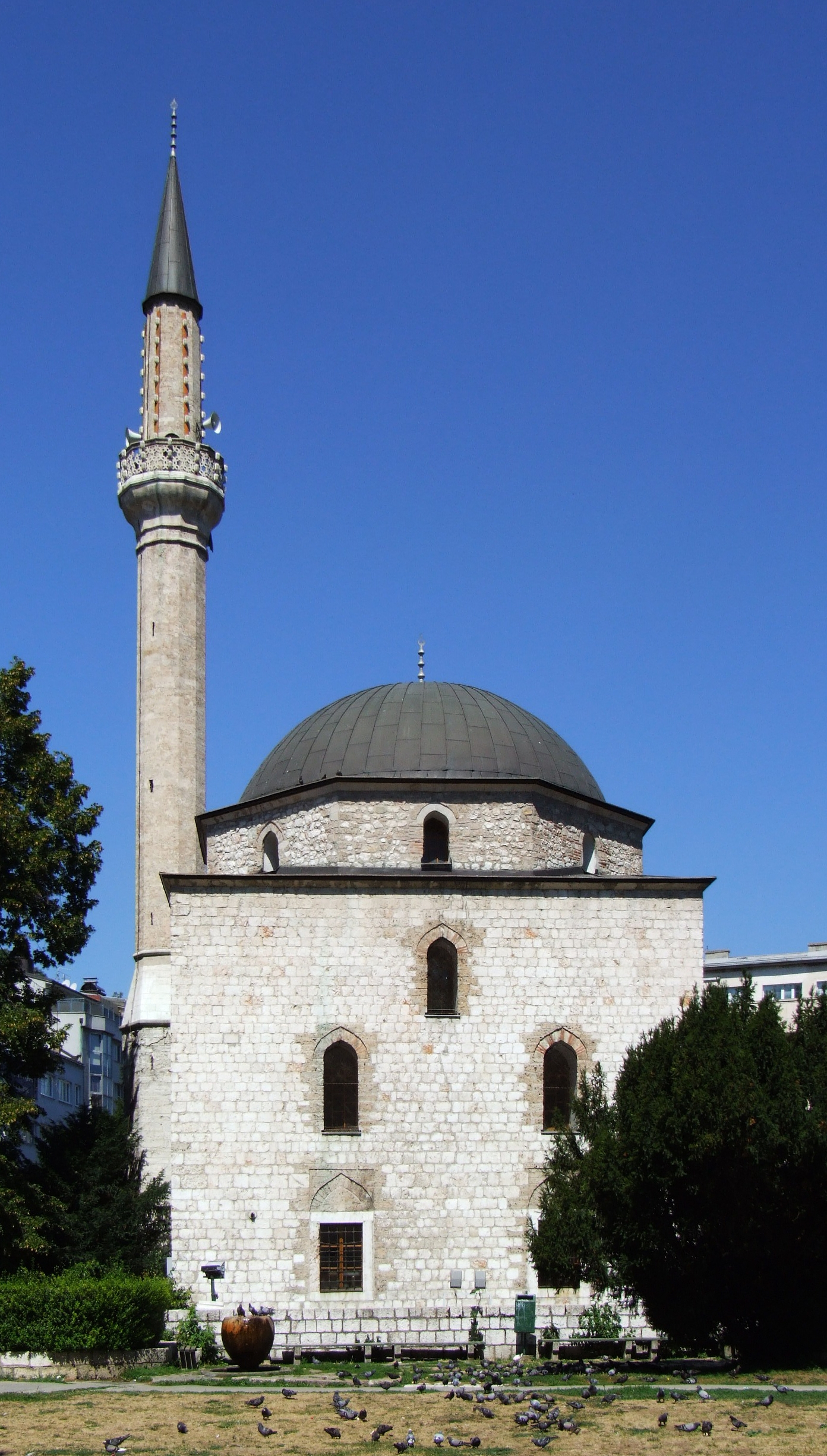
ХХІ ст.

## Дивіться також
- Іслам в Боснії та Герцеговині